# Wim Adriaens
Wim Adriaens (21 november 1978) is een Belgisch topambtenaar. 

## Levensloop
Adriaens groeide op in Denderhoutem en liep school op het college te Ninove. Hij is bachelor in de rechten en licentiaat Germaanse talen en toegepaste economische wetenschappen.
Hij werd werkzaam bij de FOD Budget en Beheerscontrole. In 2007 ging hij aan de slag voor de N-VA-fractie in de Kamer van volksvertegenwoordigers en in 2009 werd hij werkzaam op het kabinet van Philippe Muyters, alwaar hij op 1 juni 2016 Koen Algoed opvolgde als kabinetschef.
In 2019 werd hij aangesteld als afgevaardigd bestuurder van de Vlaamse Dienst voor Arbeidsbemiddeling en Beroepsopleiding (VDAB). Hij volgde in deze hoedanigheid Fons Leroy op.
Adriaens is woonachtig te Pollare. Hij is gehuwd en heeft drie kinderen.